# Czapka niewidka

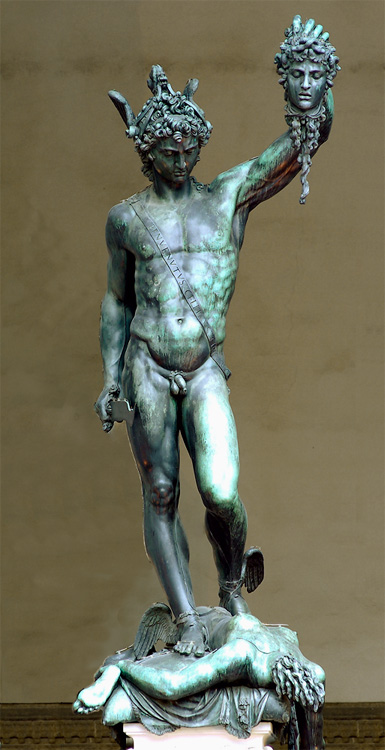
Motyw nakrycia głowy, które czyni człowieka niewidzialnym, występuje m.in. w mitologii greckiej. Na zdjęciu: Perseusz z głową Meduzy, mający na głowie hełm Hadesa (rzeźba Benvenuta Celliniego z 1545–1554, Loggia dei Lanzi, Florencja)

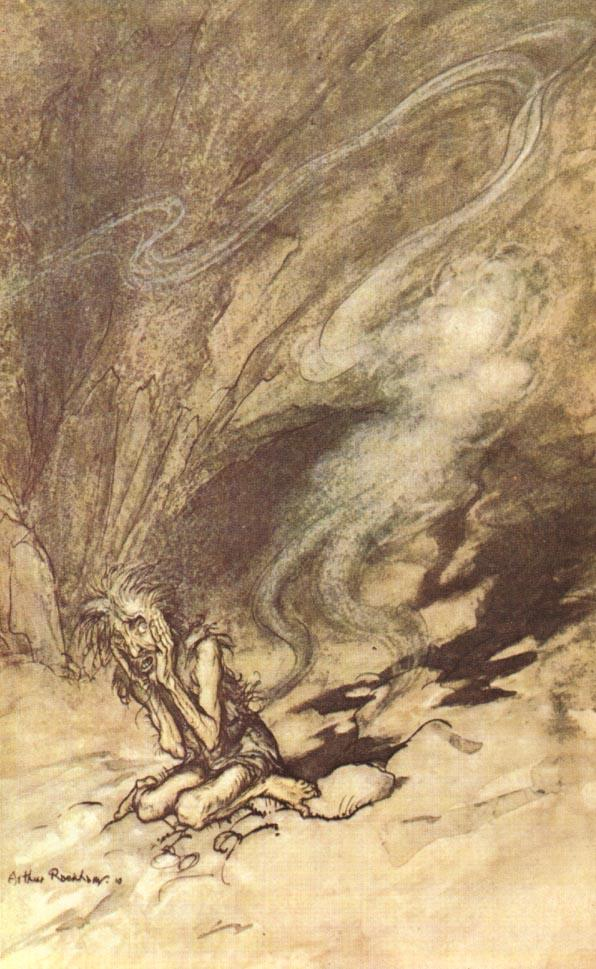
Alberyk wkłada magiczny hełm Tarnhelm i znika; ilustracja Arthura Rackhama do Złota Renu Richarda Wagnera (1910)

Czapka niewidka (rzadziej czapka-niewidka) – fikcyjne nakrycie głowy, po którego włożeniu człowiek staje się niewidzialny. Niekiedy czapka niewidka ma postać hełmu.

## W folklorze i mitologii
Czapka niewidka to jeden z motywów w sześciotomowym katalogu motywów folkloru Motif-Index of Folk-Literature opracowanym w latach 50. XX wieku przez amerykańskiego folklorystę Stitha Thompsona. Należy do kategorii magic objects („magiczne przedmioty”, D800-D1699) i obejmuje motyw D1361.14: magic hat renders invisible [„magiczne nakrycie głowy czyni niewidzialnym”]; motyw D1361.15: magic cap renders invisible [„magiczna czapka czyni niewidzialnym”]; motyw D1067.2: magic cap [„magiczna czapka”], K1349.10, admission to woman’s room by means of cap of invisibility [„wejście do pokoju kobiety za pomocą czapki niewidki”].
Motyw czapki niewidki występował m.in. w starożytnej Grecji (hełm Hadesa w mitologii greckiej), w Indiach, Chinach i Japonii (czapka niewidka należąca do siedmiorga bóstw pomyślności Shichi-fukujin). Był obecny w mitologii nordyckiej, w legendach Indian Ameryki Północnej z plemion Omaha i Zuni, w folklorze Portugalii i Bretanii, a także w polskich bajkach ludowych.

## W literaturze, operze, filmie i sztukach plastycznych
Czapka niewidka pojawia się m.in. w poemacie Rusłan i Ludmiła Aleksandra Puszkina oraz w Złocie Renu, wstępie do dramatu muzycznego Pierścień Nibelunga Richarda Wagnera (jako magiczny hełm Tarnhelm zapewniający niewidzialność). Występuje w tytułach utworów literackich, np. tomu wierszy polskiego poety Józefa Barana Szczęście w czapce niewidce i 99 nowych wierszy (2015) oraz książki brytyjskiego autora Tahira Shaha The Cap of Invisibility [„Czapka niewidka”] (2023). 
W 1912 powstał brytyjski kolorowy film niemy zatytułowany The Cap of Invisibility [„Czapka niewidka”]. Jego tematem były przygody chłopca otrzymującego od czarodzieja czapkę niewidkę. Obraz trwał 9 minut, nakręcili go Walter R. Booth i Theo Frenkel w technice Kinemacolor dla Natural Color Kinematograph Company. W 1966 wyprodukowano polski film rysunkowy Czapka niewidka w reżyserii Piotra Lutczyna, również poświęcony przygodom chłopca posiadającego czapkę niewidkę, a w 1973 radziecki film rysunkowy Шапка-невидимка [„Czapka niewidka”] w reżyserii Jurija Prytkowa.
Czapka niewidka występuje także w komiksie, malarstwie, rysunku i fotografii artystycznej. 

## W języku potocznym i metaforze
Potoczne określenie metamateriałów o ujemnym współczynniku załamania fal elektromagnetycznych w zakresie światła widzialnego. Materiały te powodują, że obiekty stają się niewidzialne.
Czapka niewidka funkcjonuje niekiedy jako metafora, synonim ścisłego utajnienia (książka Lucie Genay Under the Cap of Invisibility. The Pantex Nuclear Weapons Plant and the Texas Panhandle [„Pod czapką niewidką. Ośrodek broni nuklearnej Pantex i północny skrawek Teksasu”] (2022) o ściśle tajnym ośrodku Pantex w Teksasie, produkującym i składującym broń jądrową). W psychoanalizie może oznaczać sposób ukrycia i zachowania w sekrecie pewnych zachowań (artykuł Margaret Mahler-Schoenberger Pseudoimbecility: A Magic Cap of Invisibility [„Pseudoimbecylizm: magiczna czapka niewidka”] opublikowany w 1942 w „The Psychoanalytic Quarterly”). 